# Brachyuromys ramirohitra
Brachyuromys ramirohitra é uma espécie de roedor da família Nesomyidae.
Apenas pode ser encontrada no leste de Madagáscar.
Os seus habitats naturais são: florestas secas tropicais ou subtropicais e matagal árido tropical ou subtropical.